# Mohammed Reza Pahlavi
Mohammed Reza Pahlavi (perzijski: محمد رضا پهلوی‎; Teheran, 26. listopada 1919. – Kairo, 27. srpnja 1980.), posljednji iranski šah.
U ustavnoj krizi 1953. došao je u sukob s predsjednikom vlade i vođom Nacionalne stranke Irana M. Mossadeghom, koji se protivio velikim ovlastima šaha i sudjelovanju stranoga kapitala u iranskoj naftnoj industriji. Mohammed Reza Pahlavi sklonio se u Italiju, ali se poslije intervencije vojske koja mu je pružila podršku vratio u zemlju i oborio Mossadegha s vlasti. Reformama iz 1963. pokušao je modernizirati državu. Povezanost s američkim kapitalom, pretjerano bogaćenje i odvlačenje bogatstva iz zemlje, nedemokratski režim vlasti s osloncem na vojsku i nasilno gušenje oporbe, izazvali su otpor naroda, na koji su počeli najviše utjecati vjerski vođe muslimana šijita. Nezadovoljne mase, predvođene ajatolahom R. Homeinijem, provele su revoluciju protiv šaha i dinastije Pahlavi, te je Mohammed Reza pod sveopćim pritiskom 1979. napustio zemlju. Kada je u ožujku 1979. referendumom izglasovana Islamska Republika Iran, vlast dinastije Pahlavi formalno je prestala.